# Ignacio Santiago Ulloa
Ignacio Santiago Ulloa (Valparaíso, Capitanía General de Chile 31 de julio de 1758 - San Salvador, Capitanía General de Guatemala 1 de enero de 1798) fue un coronel que se desempeñó como corregidor de Huamalíes e intendente de San Salvador (de 1793 a 1798).

## Biografía
Ignacio de Santiago Ulloa y García de Lara nació Valparaíso, Capitanía General de Chile, el 31 de julio de 1758; siendo hijo de Juan Santiago Ulloa y Escríbano, y Francisca Antonia García de Lara y Roldán. Se dedicaría a la carrera de las armas, y sería heredero del mayorazgo de Exea (en La Rioja) y de los títulos de marqués de Santa Cruz de Aguirre y del señorío de Noceda.
En el año de 1773, su padre fue nombrado como corregidor de Huamalíes; por lo que lo acompañó a esa provincia, donde se dedicó a organizar las milicias. Más adelante, el virrey del Perú Manuel de Amat y Junyent lo designó como ayudante mayor de esa jurisdicción.
El 17 de septiembre de 1776, debido al fallecimiento de su padre, el virrey del Perú Manuel Guirior lo designó como corregidor interino de Huamalíes; ese mismo día le confirió los títulos de teniente de capitán general y alcalde mayor de las minas de esa provincia. Asimismo, ese mismo año se le nombró sargento mayor de las milicias de ese territorio. El 30 de marzo de 1778, el rey Carlos III de España le ratificó en el cargo de corregidor (esta vez como propietario), para ejercerlo durante cinco años. Durante su mandato, el visitador José Antonio de Areche le confió el establecimiento del real estanco de tabacos, y el de Alcabalas; en 1782 se le nombró como coronel del nuevo regimiento de dragones de esa provincia; y acuerteló dos compañías de milicias para la defensa de ese territorio durante la rebelión de Tupac Amaru II.
Ejerció el cargo de corregidor hasta el año de 1784; siendo el último en ejercer ese cargo, ya que dicho territorio fue añadido como partido de la recién creada Intendencia de Tarma. Luego de ello, a fines de 1787, presentó documentos al superintendente de la real hacienda Jorge Escobedo, para que se le hiciese una relación de méritos, para que el rey le concediese otros cargos.
El 8 de agosto de 1791, el rey Carlos IV lo nombró como intendente de San Salvador, siendo el primero en ser designado como corregidor-intendente (en lugar de gobernador-intendente, como sus predecesores; debido a que el mando de dicha provincia no implicaba alguna importancia militar); en dicho nombramiento se le estipulaba un sueldo de 4000 pesos, y una duración de cinco años. Ese mismo día se emitió una real cédula para que no se enviaran jueces de comisión durante su período; y el 27 de agosto de 1792 se emitió una real cédula donde se consignaba que en lugar de fungir por 5 años, lo hiciese sin limitación alguna. El 21 de marzo de 1793 se registró el nombramiento en la Real Audiencia de Guatemala, tomando posesión poco tiempo después.
Durante su administración como intendente, se reconstruyó la iglesia de San Francisco (además de que se embaldosó la plaza y atrio de la iglesia), se levantó una fuente pública de arquería en la plaza mayor (hoy Plaza Libertad) de la ciudad de San Salvador, y se terminó el nuevo acueducto de esa ciudad.
El 31 de diciembre de 1797, debido a estar gravemente enfermo, decide dejar el cargo de intendente en el asesor letrado José Antonio María de Aguilar. Fallecería el 1 de enero de 1798, auxiliado por el presbítero (y posterior prócer de la independencia de esa provincia) Nicolás Aguilar y el guardián del convento de San Francisco.